# Eremorhax
Genre
Synonymes
- Arenotherus Brookhart & Muma, 1987

Eremorhax est un genre de solifuges de la famille des Eremobatidae.

## Distribution
Les espèces de ce genre se rencontrent aux États-Unis et au Mexique.

## Liste des espèces
Selon Solifuges of the World (version 1.0) :
- Eremorhax arenus (Brookhart & Muma, 1987)
- Eremorhax joshui (Brookhart & Muma, 1987)
- Eremorhax latus Muma, 1951
- Eremorhax magnellus (Brookhart & Muma, 1987)
- Eremorhax magnus (Hancock, 1888)
- Eremorhax mumai Brookhart, 1972
- Eremorhax pimanus (Brookhart & Muma, 1987)
- Eremorhax puebloensis Brookhart, 1965
- Eremorhax pulcher Muma, 1963
- Eremorhax tuttlei (Brookhart & Muma, 1987)

## Publication originale
- Roewer, 1934 : Solifuga, Palpigrada. Dr. H.G. Bronn's Klassen und Ordnungen des Thier-Reichs, wissenschaftlich dargestellt in Wort und Bild. Akademische Verlagsgesellschaft M. B. H., Leipzig. Fünfter Band: Arthropoda; IV. Abeitlung: Arachnoidea und kleinere ihnen nahegestellte Arthropodengruppen, vol. 4, p. 1-723 (texte intégral).